# Юлигін Володимир Михайлович
Володимир Михайлович Юлигін (рос. Владимир Михайлович Юлыгин; нар. 18 січня 1936, Сталіногорськ, Тульська область, СРСР — пом. 26 квітня 2016, Москва, Росія) — радянський футболіст, півзахисник, радянський і російський футбольний тренер. Майстер спорту СРСР, заслужений тренер РРФСР (1991).

## Кар'єра гравця
Розпочинав грати в футбол в рідному Сталіногорську (нині Новомосковськ). У 1955 році призваний в армію. Провівши 2 матчі за севастопольський «Будинок офіцерів флоту», був переведений у дубль ЦСКА, але на зборах зламав ногу й був змушений пропустити два роки. У 1958 році став гравцем «Торпедо» (Горки). У 1960 році повернувся до сталіогорського «Шахтаря». У 1961 році отримав запрошення від одеського «Чорноморця». У другій лізі союзного чемпіонату відіграв 24 матчі та відзначився 4-а голами. Ще 1 поєдинок (відзначився 1 голом) провів у кубку СРСР. У 1962 році перейшов до ярославльського «Шинника». У 1963 році підсилив склад першолігового дніпропетровського «Дніпра», в складі якого зіграв 7 матчів. Того ж року виступав у дніпродзержинському «Дніпровці». У 1964 році Юлигін, разом із Анатолієм Савіним, Юрієм Глухих, Левом Шишковим, Володимиром Смирновим, став гравцем команди класу «Б» «Таврія» із Сімферополя. У 1965 році в складі сімферопольського клубу завершив кар'єру футболіста (у віці 29 років).

## Кар'єра тренера
В ході сезону 1965 року став керівником тренерської ради, сформованого з гравців «Таврії», так як посада старшого тренера команди була вакантною, в цьому сезоні команда виграла зональний турнір класу «Б». Офіційно розпочав тренерську кар'єру в 1966 році у владимирському «Тракторі». У 1967 році протягом півроку очолював «Таврію», потім ще двічі повертався у владимирський клуб і двічі тренував команду з Ашгабата, також тренував костромський «Спартак» і «Волгар» з Астрахані.
Окрім роботи головним тренером, також входив у тренерські штаби московських «Локомотива» й «Асмарала», працював тренером у московській Футбольної школі молоді (ФШМ). У 1991 році отримав звання Заслуженого тренера РРФСР.
У 1993-1994 роках очолював клуб «Компакт» (Димитровград), який виступав в третьому дивізіоні Болгарії, і вивів команду до другого дивізіону.
У червні 1994 року повернувся в Росію і був призначений головним тренером клубу вищої ліги — «Динамо» (Ставрополь), проте вже через три місяці подав у відставку, а клуб, який відчував фінансові проблеми, за підсумками сезону вилетів з вищої ліги.
Надалі тренував клуби другого дивізіону Росії. З середини 2000-х років відійшов від керівної тренерської роботи і працював на консультативних посадах. Останнім клубом для Юлигіна був казанський «Рубін», де він входив у тренерський штаб Курбана Бердиєва.
Серед відомих вихованців Юлигіна фахівці виділяють Курбана Бердиєва, олімпійського чемпіона 1988 року Віктора Лосєва, гравця збірної Росії Віктора Булатова.
Помер 26 квітня 2016 року у 81-му році життя.

## Досягнення

### Як гравця
«Чорноморець» (Одеса)
- Перша ліга СРСР (зона УРСР)
  -  Чемпіон (1): 1961

### Відзнаки
- Заслужений тренер РРФСР: 1991